# Степанов, Павел Михайлович
Павел Михайлович Степанов (1924—2000) — советский и российский учёный в области гидрологии, профессор.  Заслуженный мелиоратор РСФСР (1975). Ректор НИМИ (1967—1984).

## Биография
Родился 3 января 1924 года в Новочеркасске, в семье земского врача.
До 1942 года учился в Новочеркасской средней школе. С 1942 года призван в ряды РККА, участник Великой Отечественной войны. 
В 1950 году демобилизован из рядов Советской армии.
С 1953 года после окончания гидромелиоративного факультета Новочеркасского инженерного мелиоративного института работал на кафедре гидравлики — аспирантом, старшим преподавателем, доцентом, профессором
и с 1976 по 1986 годы — заведующим кафедрой гидравлики.
Одновременно с преподавательской деятельностью с 1967 по 1984 годы — ректор Новочеркасского инженерного мелиоративного института, П. М. Степанов будучи руководителем вуза, внёс значительный вклад в его развитие, были открыты новые специальности и организованы новые факультеты: сельскохозяйственного водоснабжения, сельскохозяйственного строительства, экономики водного и сельского хозяйства, повышения квалификации инженерных кадров и преподавателей вузов и техникумов, подготовительное отделение. Был инициатором создания музея НИМИ.
П. М. Степанов активно участвовал в научных исследованиях по заказам производственных, проектных, научных и эксплуатационных организаций Северного Кавказа, под его руководством и при деятельном участии выполнены исследования более двадцати крупных узлов гидротехнических сооружений и мелиоративных сооружений.
Умер 19 марта 2000 года в Новочеркасске.

## Награды
- Орден Отечественной войны II степени (6.04.1985)
- Орден Трудового Красного Знамени (6.04.1985)

### Звания
- Заслуженный мелиоратор РСФСР (1975)